# 小行星2654
小行星2654（2654 Ristenpart）是一颗围绕太阳公转的小行星。1968年7月18日，卡洛斯·托雷斯、S·科夫雷（S. Cofré）在Cerro El Roble发现了此天体。
該小行星以德國天文學家弗里德里希·威廉·里斯滕帕爾特（Friedrich Wilhelm Ristenpart）命名。
这颗小行星的绝对星等为36.84586等。